# CLC International
CLC International é uma editora e rede internacional de  livrarias  cristãs evangélicas. Sua sede está localizada em Sheffield, Reino Unido.

## História
Ken Adams e sua esposa Bessie abriram sua primeira livraria "The Evangelical Publishing House" em 1939 em Colchester no Reino Unido.  Com a ajuda de apoio financeiro, eles fundaram a CLC em 1941.  Em 1947, eles abriram uma filial em Rochester (Nova Iorque), nos Estados Unidos.  Em 2023, a CLC tinha 110 livrarias em 40 países ao redor do mundo. 